# Ceraspis martinezi
Ceraspis martinezi är en skalbaggsart som beskrevs av Frey 1962. Ceraspis martinezi ingår i släktet Ceraspis och familjen Melolonthidae. Inga underarter finns listade i Catalogue of Life.